# Ophion hyalinipennis
Ophion hyalinipennis là một loài tò vò trong họ Ichneumonidae.